# Chvojen
Chvojen je část okresního města Benešov. Nachází se na západě Benešova. Chvojen leží v katastrálním území Benešov u Prahy o výměře 40,24 km².

## Historie
První písemná zmínka o vesnici pochází z roku 1316.
Za druhé světové války se tehdejší ves stala součástí vojenského cvičiště Zbraní SS Benešov a její obyvatelé se museli 31. prosince 1943 vystěhovat.
V letech 1869–1950 byla vesnice součástí obce Jírovice a od roku 1961 se vesnice stala součástí města Benešov.

## Obyvatelstvo
| Rok            | 1869 | 1880 | 1890 | 1900 | 1910 | 1921 | 1930 | 1950 | 1961 | 1970 | 1980 | 1991 | 2001 | 2011 | 2021 |
| -------------- | ---- | ---- | ---- | ---- | ---- | ---- | ---- | ---- | ---- | ---- | ---- | ---- | ---- | ---- | ---- |
| Počet obyvatel | 103  | 99   | 81   | 89   | 61   | 69   | 66   | 51   | 48   | 38   | 26   | 32   | 46   | 11   | 12   |
| Počet domů     | 5    | 5    | 5    | 5    | 2    | 2    | 5    | 7    | 9    | 7    | 8    | 9    | 15   | 8    | 8    |

## Pamětihodnosti
- Kostel svatého Jakuba – na kopci za obcí

## Galerie

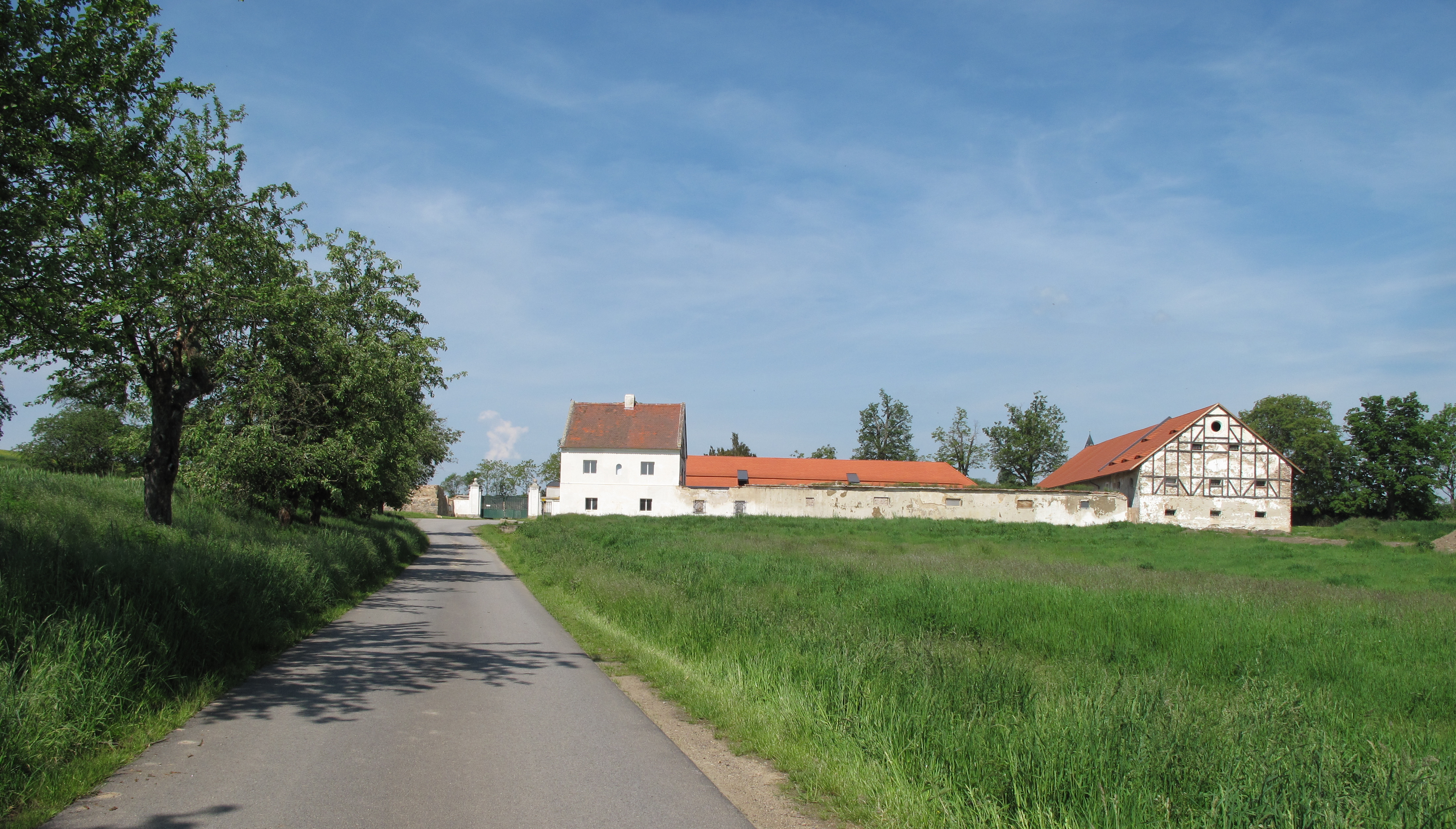
Statek
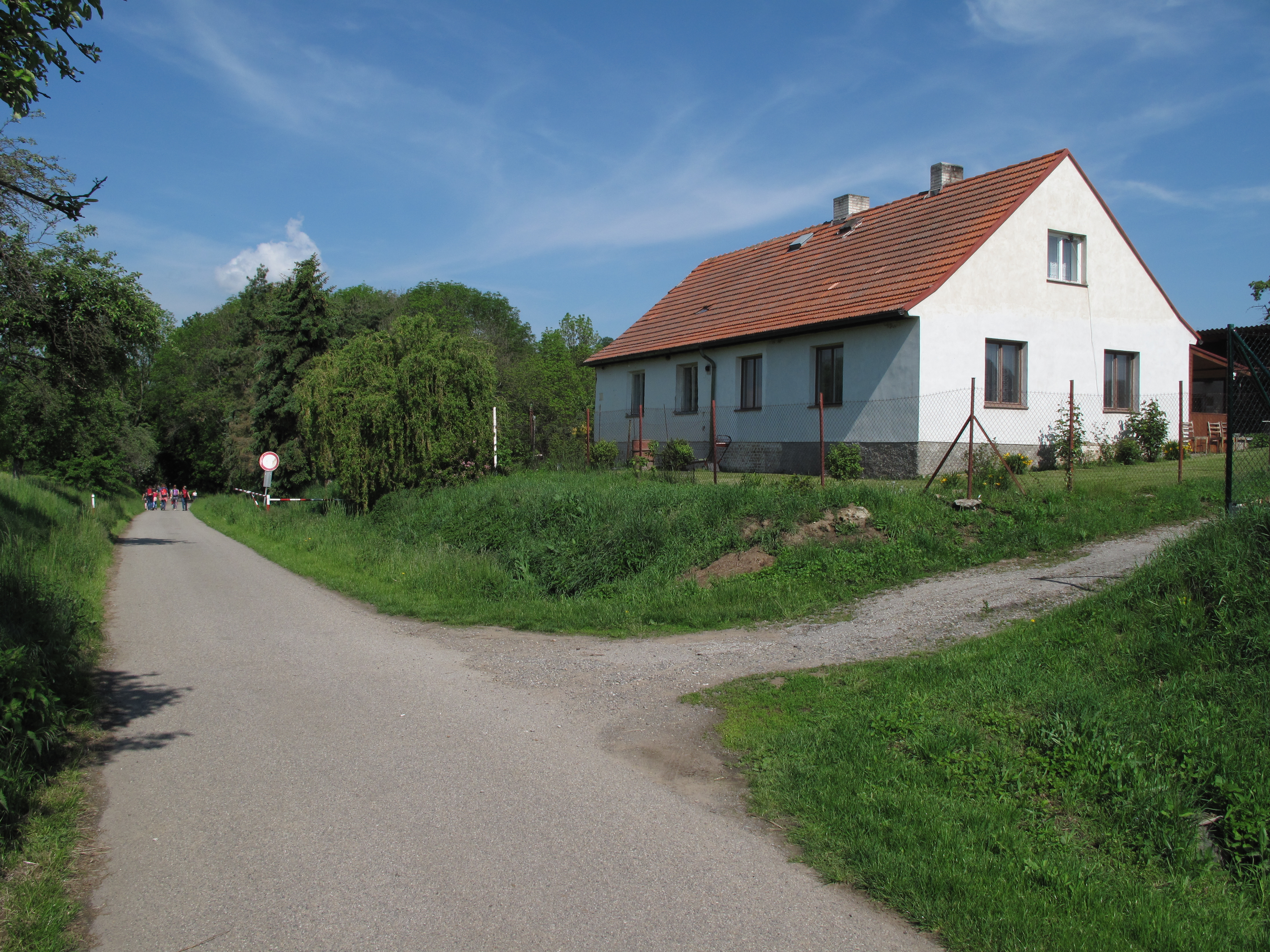
Dům
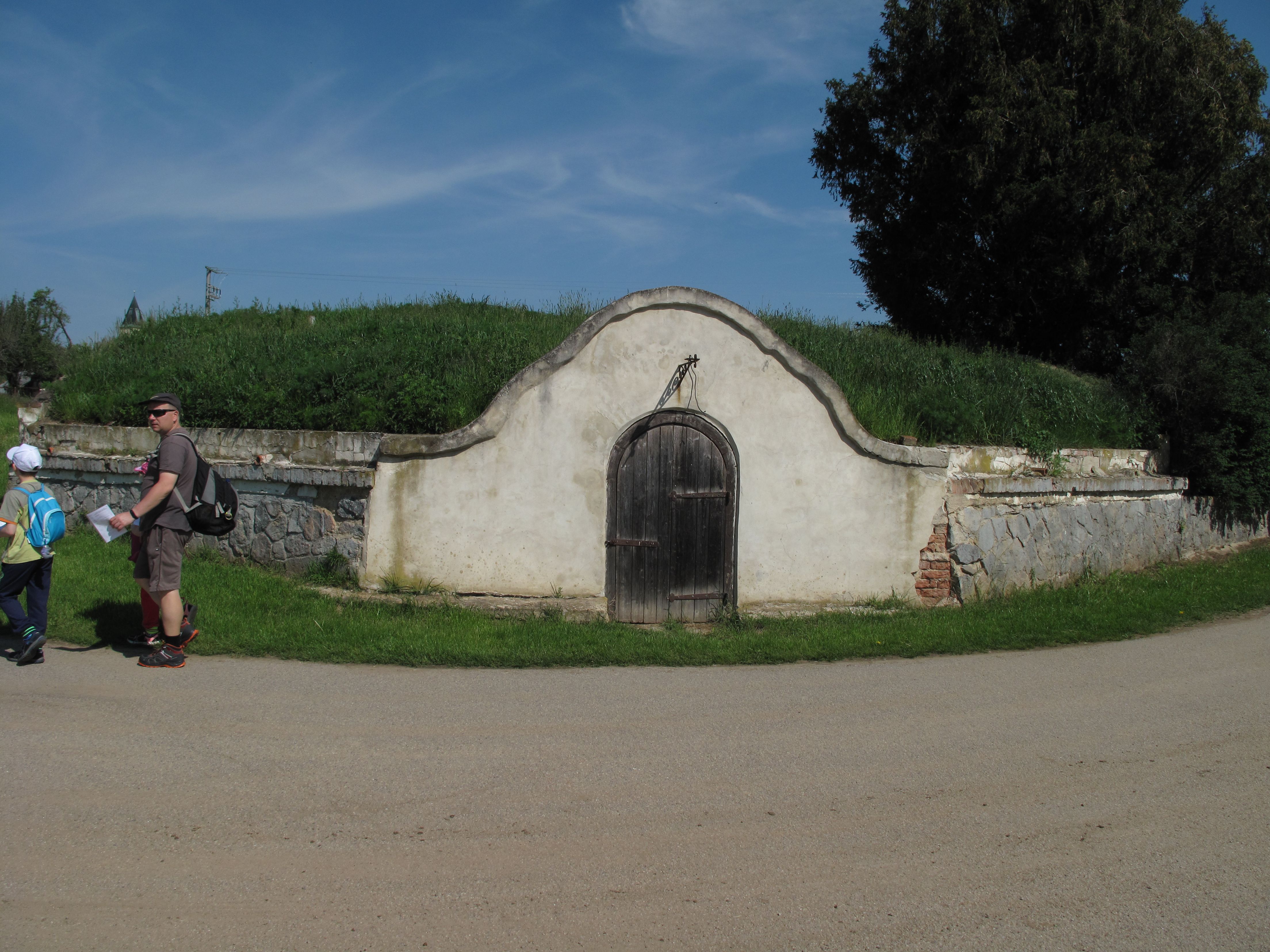
Sklep